# لاندري دياماتا
لاندري ناني دياماتا (بالفرنسية: Landry Nany Dimata)‏ هو لاعب كرة قدم بلجيكي كونغولي المولد في مركز الهجوم ولد في يوم 1 سبتمبر 1997 في مدينة مبوجي-مايي في جمهورية الكونغو الديمقراطية، يلعب حالياً مع نادي أندرلخت وسبق له اللعب مع نادي أوستينده ونادي فولفسبورغ في ألمانيا، يبلغ طوله 185 سم.

## روابط خارجية
- لاندري دياماتا على موقع الاتحاد الأوربي (الإنجليزية)
- لاندري دياماتا على موقع الاتحاد البلجيكي (الإنجليزية)
- لاندري دياماتا على موقع اتحاد تركيا (لاعب) (الإنجليزية)
- لاندري دياماتا على موقع قاعدة بيانات كرة القدم.إي يو (الإنجليزية)
- لاندري دياماتا على موقع Soccerway.com (الإنجليزية)
- لاندري دياماتا على موقع عالم كرة القدم.نت (الإنجليزية)